# Premi Oscar 1968
La 40ª edizione della cerimonia di premiazione dei Premi Oscar si è tenuta il 10 aprile 1968 a Santa Monica, al Santa Monica Civic Auditorium, presentata dal comico Bob Hope.

## Vincitori e candidati
Vengono di seguito indicati in grassetto i vincitori. Ove ricorrente e disponibile, viene indicato il titolo in lingua italiana e quello in lingua originale tra parentesi.

### Miglior film
- La calda notte dell'ispettore Tibbs (In the Heat of the Night), regia di Norman Jewison
- Gangster Story (Bonnie and Clyde), regia di Arthur Penn
- Il favoloso dottor Dolittle (Doctor Dolittle), regia di Richard Fleischer
- Il laureato (The Graduate), regia di Mike Nichols
- Indovina chi viene a cena? (Guess Who's Coming to Dinner), regia di Stanley Kramer

### Miglior regia
- Mike Nichols - Il laureato (The Graduate)
- Arthur Penn - Gangster Story (Bonnie and Clyde)
- Stanley Kramer - Indovina chi viene a cena? (Guess Who's Coming to Dinner)
- Norman Jewison - La calda notte dell'ispettore Tibbs (In the Heat of the Night)
- Richard Brooks - A sangue freddo (In Cold Blood)

### Miglior attore protagonista
- Rod Steiger - La calda notte dell'ispettore Tibbs (In the Heat of the Night)
- Warren Beatty - Gangster Story (Bonnie and Clyde)
- Dustin Hoffman - Il laureato (The Graduate)
- Paul Newman - Nick mano fredda (Cool Hand Luke)
- Spencer Tracy - Indovina chi viene a cena? (Guess Who's Coming to Dinner)

### Migliore attrice protagonista
- Katharine Hepburn - Indovina chi viene a cena? (Guess Who's Coming to Dinner)
- Anne Bancroft - Il laureato (The Graduate)
- Faye Dunaway - Gangster Story (Bonnie and Clyde)
- Edith Evans - Bisbigli (The Whisperers)
- Audrey Hepburn - Gli occhi della notte (Wait until Dark)

### Miglior attore non protagonista
- George Kennedy - Nick mano fredda (Cool Hand Luke)
- John Cassavetes - Quella sporca dozzina (The Dirty Dozen)
- Gene Hackman - Gangster Story (Bonnie and Clyde)
- Cecil Kellaway - Indovina chi viene a cena? (Guess Who's Coming to Dinner)
- Michael J. Pollard - Gangster Story (Bonnie and Clyde)

### Migliore attrice non protagonista
- Estelle Parsons - Gangster Story (Bonnie and Clyde)
- Carol Channing - Millie (Thoroughly Modern Millie)
- Mildred Natwick - A piedi nudi nel parco (Barefoot in the Park)
- Beah Richards - Indovina chi viene a cena? (Guess Who's Coming to Dinner)
- Katharine Ross - Il laureato (The Graduate)

### Miglior sceneggiatura non originale
- Stirling Silliphant - La calda notte dell'ispettore Tibbs (In the Heat of the Night)
- Donn Pearce e Frank R. Pierson - Nick mano fredda (Cool Hand Luke)
- Calder Willingham e Buck Henry - Il laureato (The Graduate)
- Richard Brooks - A sangue freddo (In Cold Blood)
- Joseph Strick e Fred Haines - Ulysses

### Miglior sceneggiatura originale
- William Rose - Indovina chi viene a cena? (Guess Who's Coming to Dinner)
- David Newman e Robert Benton - Gangster Story (Bonnie and Clyde)
- Jorge Semprún - La guerra è finita (La Guerre Est Finie)
- Robert Kaufman e Norman Lear - Divorzio all'americana (Divorce American Style)
- Frederic Raphael - Due per la strada (Two for the Road)

### Miglior film straniero
- Treni strettamente sorvegliati (Ostre sledované vlaky), regia di Jiří Menzel (Cecoslovacchia)
- Vivere per vivere (Vivre pour vivre), regia di Claude Lelouch (Francia)
- L'amore stregone (El Amor Brujo), regia di Francisco Rovira Belata (Spagna)
- Ho incontrato anche zingari felici (Skupljaci perja), regia di Aleksandar Petrović (Jugoslavia)
- Ritratto di Chieko-sho (Chieko-sho), regia di Noboru Nakamura (Giappone)

### Miglior fotografia
- Burnett Guffey - Gangster Story (Bonnie and Clyde)
- Richard H. Kline - Camelot
- Robert Surtees - Il favoloso dottor Dolittle (Doctor Dolittle)
- Robert Surtees - Il laureato (The Graduate)
- Conrad Hall - A sangue freddo (In Cold Blood)

### Miglior scenografia
- John Truscott, Edward Carrere e John W. Brown - Camelot
- Mario Chiari, Jack Martin Smith, Ed Graves, Walter M. Scott e Stuart A. Reiss - Il favoloso dottor Dolittle (Doctor Dolittle)
- Robert Clatworthy e Frank Tuttle - Indovina chi viene a cena? (Guess Who's Coming to Dinner)
- Renzo Mongiardino, John DeCuir, Elven Webb, Giuseppe Mariani, Dario Simoni e Luigi Gervasi - La bisbetica domata (The Taming of the Shrew)
- Alexander Golitzen, George C. Webb e Howard Bristol - Millie (Thoroughly Modern Millie)

### Migliori costumi
- John Truscott - Camelot
- Bill Thomas - Il più felice dei miliardari (The Happiest Millionaire)
- Theadora Van Runkle - Gangster Story (Bonnie and Clyde)
- Irene Sharaff e Danilo Donati - La bisbetica domata (The Taming of the Shrew)
- Jean Louis - Millie (Thoroughly Modern Millie)

### Migliori effetti speciali
- L. B. Abbott - Il favoloso dottor Dolittle (Doctor Dolittle)
- Howard A. Anderson e Jr., Albert Whitlock - Tobruk

### Miglior montaggio
- Hal Ashby - La calda notte dell'ispettore Tibbs (In the Heat of the Night)
- Frank P. Keller - Spiaggia rossa (Beach Red)
- Michael Luciano - Quella sporca dozzina (The Dirty Dozen)
- Samuel E. Beetley e Marjorie Fowler - Il favoloso dottor Dolittle (Doctor Dolittle)
- Robert C. Jones - Indovina chi viene a cena? (Guess Who's Coming to Dinner)

### Miglior sonoro
- Samuel Goldwyn Studio Sound Department - La calda notte dell'ispettore Tibbs (In the Heat of the Night)
- Seven Arts Studio Sound Department - Camelot
- Metro Goldwyn Mayer Studio Sound Department - Quella sporca dozzina (The Dirty Dozen)
- Universal City Studio Sound Department - Millie (Thoroughly Modern Millie)
- 20th Century-Fox Studio Sound Department - Il favoloso dottor Dolittle (Doctor Dolittle)

### Migliori effetti sonori
- John Poyner - Quella sporca dozzina (The Dirty Dozen)
- James A. Richard - La calda notte dell'ispettore Tibbs (In the Heat of the Night)

### Migliore colonna sonora
- Adattamento

- Alfred Newman e Ken Darby - Camelot
- Lionel Newman e Alexander Courage - Il favoloso dottor Dolittle (Doctor Dolittle)
- Frank DeVol - Indovina chi viene a cena? (Guess Who's Coming to Dinner)
- André Previn e Joseph Gershenson - Millie (Thoroughly Modern Millie)
- John Williams - La valle delle bambole (Valley of the Dolls)

- Originale

- Elmer Bernstein - Millie (Thoroughly Modern Millie)
- Lalo Schifrin - Nick mano fredda (Cool Hand Luke)
- Leslie Bricusse - Il favoloso dottor Dolittle (Doctor Dolittle)
- Richard Rodney Bennett - Via dalla pazza folla (Far from the Madding Crowd)
- Quincy Jones - A sangue freddo (In Cold Blood)

### Miglior canzone
- Talk to the Animals, musica e testo di Leslie Bricusse - Il favoloso dottor Dolittle (Doctor Dolittle)
- The Bare Necessities, musica e testo di Terry Gilkyson - Il libro della giungla (The Jungle Book)
- The Eyes of Love, musica di Quincy Jones, testo di Bob Russell - Il club degli intrighi (Banning)
- The Look of Love, musica di Burt Bacharach, testo di Hal David - James Bond 007 - Casino Royale (Casino Royale)
- Thoroughly Modern Millie, musica e testo di Jimmy Van Heusen e Sammy Cahn - Millie (Thoroughly Modern Millie)

### Miglior documentario
- La Section Anderson, regia di Pierre Schoendoerffer
- Festival, regia di Murray Lerner
- Harvest, regia di Carroll Ballard
- A King's Story, regia di Harry Booth
- A Time for Burning, regia di William C. Jersey

### Miglior cortometraggio
- A Place to Stand), regia di Christopher Chapman
- Paddle to the Sea, regia di Bill Mason
- Sky Over Holland, regia di John Fernhout
- Stop, Look and Listen, regia di Len Janson e Chuck Menville

### Miglior cortometraggio documentario
- The Redwoods, regia di Mark Harris e Trevor Greenwood
- Monument to the Dream, regia di Charles Guggenheim e L.T. Iglehart
- A Place To Stand, regia di Christopher Chapman
- See You at the Pillar, regia di Robert Fitchett
- While I Run This Race, regia di Edmond Levy

### Miglior cortometraggio d'animazione
- The Box, regia di Fred Wolf
- Hypothèse Beta, regia di Jean-Charles Meunier
- What on Earth!, regia di Les Drew e Kaj Pindal

## Premi speciali

### Oscar onorario
- Arthur Freed per i notevoli servizi resi all'Academy e la produzione di sei spettacoli televisivi degli Academy Awards.

### Premio umanitario Jean Hersholt
- Gregory Peck

### Premio alla memoria Irving G. Thalberg
- Alfred Hitchcock